# Kashmirvliegenvanger
De kashmirvliegenvanger (Ficedula subrubra) is een zangvogel uit de familie van vliegenvangers (Muscicapidae). Deze vogel werd in 1934 als ondersoort van de kleine vliegenvanger beschreven, maar wordt nu algemeen als een aparte soort beschouwd.

## Kenmerken
De vogel is 13 cm lang en weegt 9 tot 12 g. Het meest opvallende verschil met de kleine vliegenvanger is de oranje, bijna kastanjebruine kleur op de kin, borst en buik.

## Verspreiding en leefgebied
Deze soort is endemisch  in India. De vogel broedt in Kasjmir en overwintert in Zuid-India en Sri-Lanka. Het broedgebied bestaat uit gemengd bos met vooral Juglans, Prunus en Salix (wilgen) en met dichte ondergroei van onder meer Corylus (hazelaar) op hoogten tussen 1800 en 2700 m boven de zeespiegel.

## Status
De grootte van de populatie werd in 2001 geschat op 1500 tot 7000 volwassen vogels. Het leefgebied wordt bedreigd door voortdurende ontbossingen waardoor het versnippert. De vogel was vroeger veel algemener. Om deze reden staat de kleine vliegenvanger als kwetsbaar op de Rode Lijst van de IUCN.

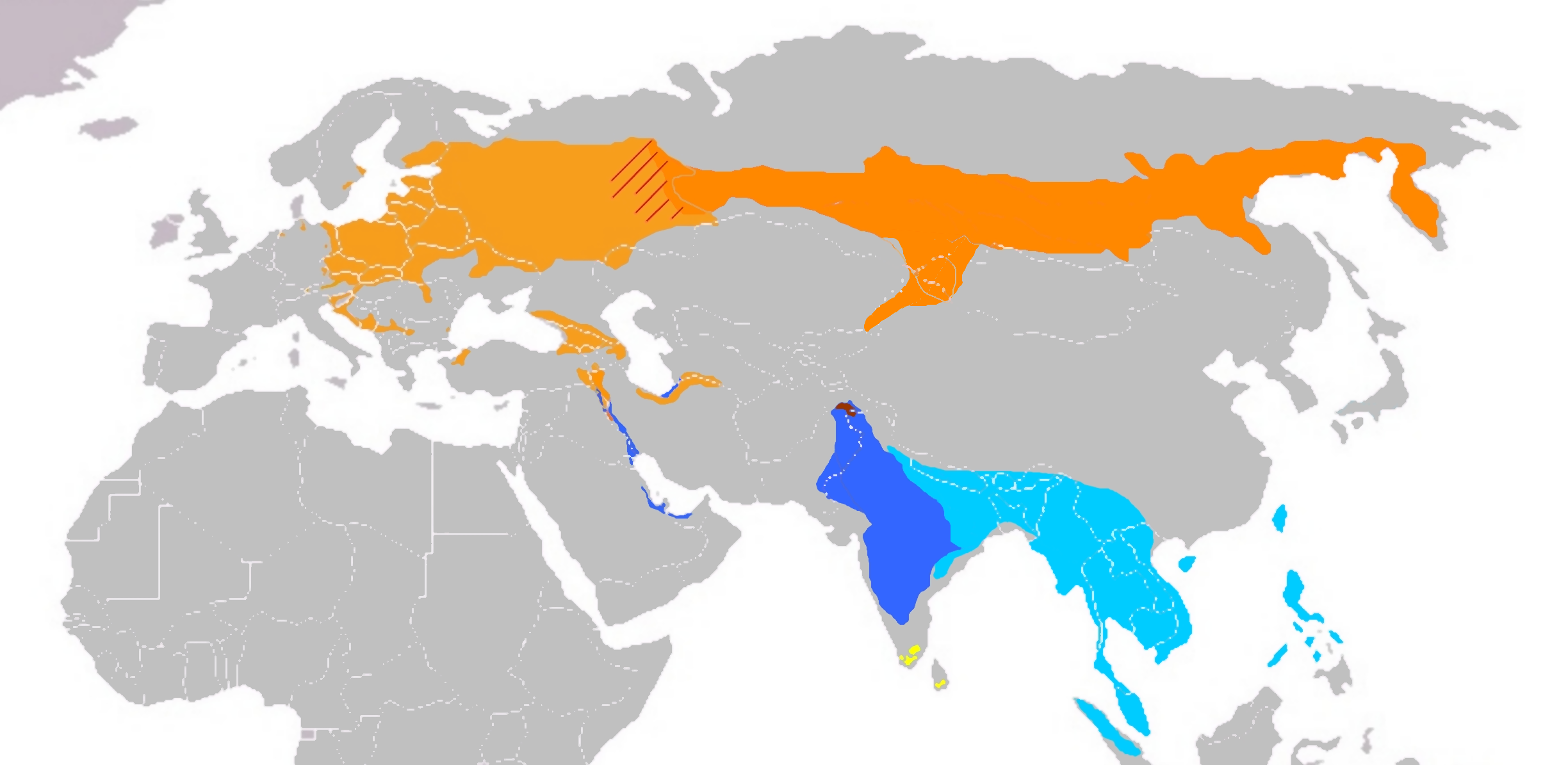
Verspreidingsgebied van de kleine vliegenvanger (F. parva), de taigavliegenvanger (F. albicilla) en de kashmirvliegenvanger (F. subrubra).
Purper= broedgebied van F. subrubra; geel=overwinteringsgebied.
Oranje = broedgebied van F. parva; donkerblauw= overwinteringsgebied.
Rood schuingestreept = overlapgebied tussen F. parva en F. albicilla
Donkeroranje = broedgebied van F. albicilla; lichtblauw = overwinteringsgebied.